# Susana Cabrera
Susana Cabrera (Ciudad de México, 24 de noviembre de 1924-21 de junio de 1996) fue una actriz y comediante mexicana.

## Biografía y carrera
Hija de actores, debutó en el teatro a los tres años de edad. Trabajó como bailarina y comediante en el teatro de variedades; ya en su juventud, debutó en el cine en la película No me platiques más en 1956 junto a su primo, el comediante Pompín Iglesias.[cita requerida]
Destacó en el cine en cintas del género de comedia, consagrándola como actriz cómica siendo indispensable para este tipo de producciones entre las que destacan Un trío de tres, Burlesque, El Chácharas entre otras. 
Fue pionera de la televisión mexicana, trabajó como comediante en programas como "Nuestro pequeño mundo" y "Comiquísimo", fue también pionera de las telenovelas mexicanas trabajando en ellas desde principios de la década de los 60s en producciones como Niebla y Divorciadas, a lo largo de los años se mantuvo vigente tanto en el cine como en la televisión, retirándose de la actuación a mediados de los 90s, por problemas de salud.

## Muerte
Falleció el 21 de junio de 1996 a consecuencia de un paro cardiaco a los 71 años de edad, dejando un extraordinario legado artístico y siendo recordada por sus picarescos y divertidos personajes.

## Filmografía

### Películas
- Una sombra ya pronto serás (1994) - Julia[3]
- El Chile (1991)
- Lola la trailera 3 (1991)
- Me lleva el tren (1990) - Doña Leocadia
- La rifa (1990)
- De super macho a super hembra (1989)
- Solo para adúlteros (1989)
- El Chácharas (1989)
- Dos machos que ladran no muerden (1988)
- La mujer policía (1987) - La Pecas
- Chiquita pero picosa (1986) - Susana Pérez "La Bandolera"
- El mofles y los mecánicos (1985) - Doña Chole
- La revancha (1985)
- Allá en el rancho de las flores (1983)
- Se me sale cuando me río (1983)
- Mama, soy Paquito (1982) - Doña Chole
- Valentín Lazaña (1982)
- La golfa del barrio (1982) - La Tejocota
- California Dancing Club (1981)
- Visita al pasado (1981) - Carlota
- Las siete cucas (1981)
- Sexo contra sexo (1980)
- Burlesque (1980) - La Corcholata
- La cariñosa motorizada (1977)
- Zacazonapan (1976)
- Yo y mi mariachi (1976)
- La madrecita (1974) - Yolis, la reclusa[4]
- De sangre chicana (1974)[5]
- Papá en onda (1971) - Doña Catalina
- Departamento de soltero (1971)
- El Quelite (1970) - Madronia Ontiveros
- Quinto patio (1970) - Doña Carmela
- Las cadenas del mal (1970)
- El manantial del amor (1970) - Doña Fila
- La amante perfecta (1970) - Milonga
- Almohada para tres (1969) - Madre de Claudia
- El criado malcriado (1969) - Susanita
- El amor y esas cosas (1969)
- Como perros y gatos (1969) - Doña Rosa
- La gran aventura (1969)
- Minifalda con espuelas (1969)
- Muchachas, muchachas, muchachas (1968)
- Autopsia de un fantasma (1968)
- Amor perdoname (1968)
- Báñame mi amor (1968)
- Mujeres, mujeres, mujeres (1967)
- El mal (1966)
- Casa de mujeres (1966) - Alfonsina "La ouija"
- Me cansé de rogarle (1966)
- Gallo corriente, gallo valiente (1966)
- El dengue del amor (1965)
- Las tapatías nunca pierden (1965) - Doña Ramona Recio
- Un padre a toda máquina (1964) - Doña Remedios
- Lupe Balazos (1964)
- El ciclón de Jalisco (1964)
- Dos inocentes mujeriegos (1964) - Tina
- Cri Cri el grillito cantor (1963) - Mesera en la cafetería de la XEW
- Dos alegres gavilanes (1963) - Tina
- El hombre de papel (1963) - La Gorda[6]
- De hombre a hombre (1961)
- Un trío de tres (1960) - Violeta
- ¡Quietos todos! (1959) - Domitila
- Los tigres del desierto (1959) - Paz, esposa de Capulina
- Vístete Cristina (1959)
- Mi esposa me comprende (1959)
- Maratón de baile (1958)
- El águila negra en la ley de los fuertes (1958) - Blandina
- Donde las dan las toman (1957) - Anita
- La locura del rock 'n roll (1957) - Susy
- No me platiques más (1956)

### Telenovelas
- Al final del arco iris (1982) - Lucha[7]
- Pecado de amor (1978) - Natalia
- Pacto de amor (1977) - Leonidas
- Lo imperdonable (1975) - Susy
- Nosotros los pobres (1973)
- Los Jovenazos (1970)
- Nuestro pequeño mundo (1966)
- Divorciadas (1961)
- Niebla (1961)